# Evolución del cerebro

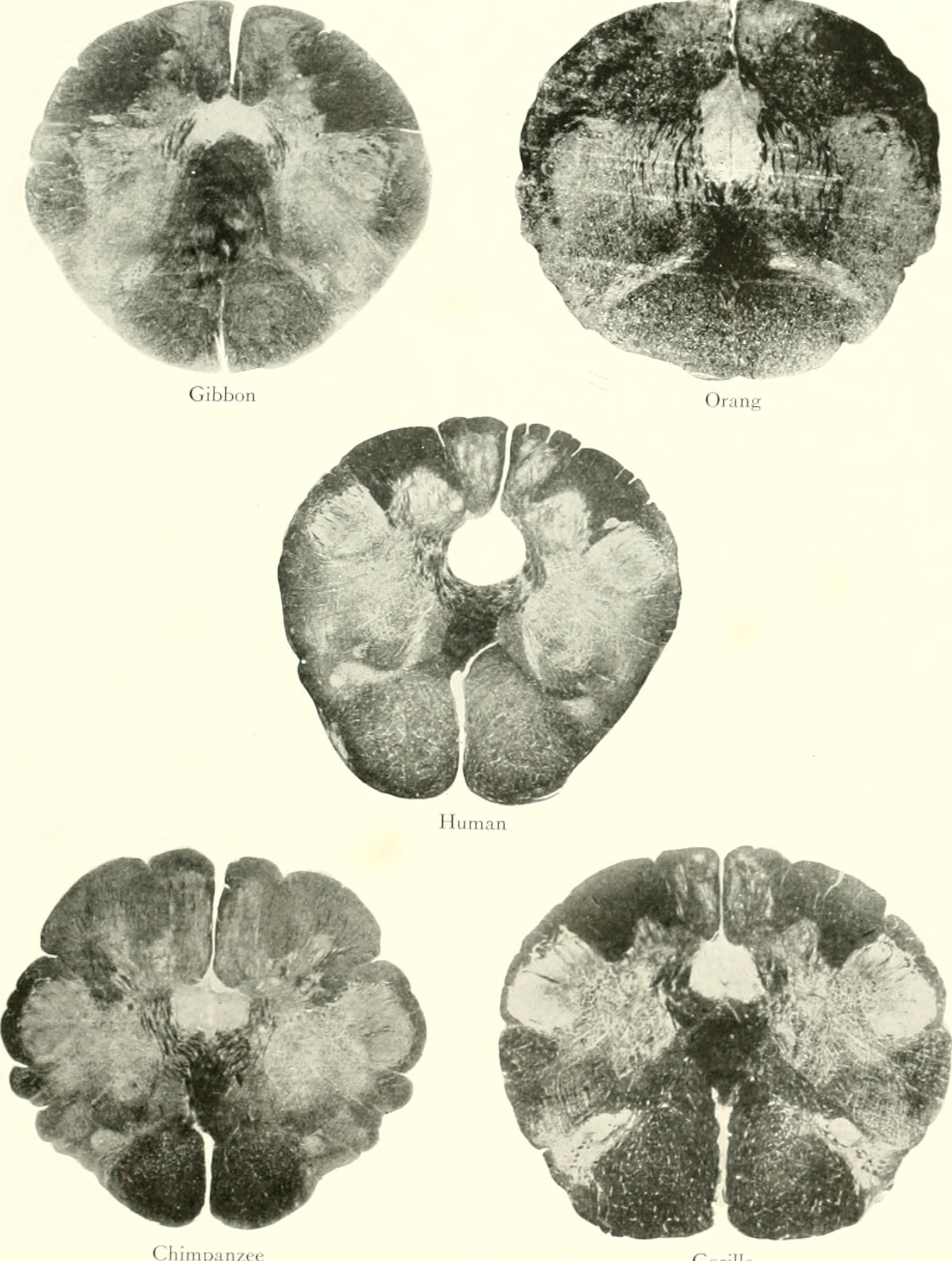
Evolución del cerebro del simio al hombre

La evolución del cerebro se refiere al desarrollo progresivo y la complejidad de las estructuras neuronales a lo largo de millones de años, lo que dio como resultado la diversa gama de tamaños y funciones cerebrales que se observan en diferentes especies hoy en día, particularmente en los vertebrados.
La evolución del cerebro ha exhibido adaptaciones divergentes dentro de las clases taxonómicas, como los mamíferos, y adaptaciones aún más diversas en otras. La relación cerebro-cuerpo varía alométricamente. Esto significa que a medida que cambia el tamaño del cuerpo, también lo hacen otras conexiones fisiológicas, anatómicas y bioquímicas entre el cerebro y el cuerpo. Los mamíferos de cuerpo pequeño tienden a tener cerebros relativamente grandes en comparación con sus cuerpos, mientras que los mamíferos más grandes (como las ballenas) tienen proporciones cerebro-cuerpo más pequeñas. Cuando se representa el peso del cerebro frente al peso corporal de los primates, la línea de regresión de los puntos de muestra puede indicar la capacidad cerebral de una especie. Por ejemplo, los lémures están por debajo de esta línea, lo que sugiere que, para un primate de su tamaño, se esperaría un cerebro más grande. Por el contrario, los humanos se encuentran muy por encima de esta línea, lo que indica que están más encefalizados que los lémures y, de hecho, más encefalizados que cualquier otro primate. Esto sugiere que los cerebros humanos han experimentado un aumento evolutivo mayor en complejidad en relación con el tamaño. Algunos de estos cambios se han relacionado con múltiples factores genéticos, incluidas proteínas y otros orgánulos.

## Historia temprana
Un enfoque para comprender la evolución general del cerebro es utilizar una línea de tiempo paleoarqueológica para rastrear la necesidad de una complejidad cada vez mayor en las estructuras que permiten la señalización química y eléctrica. Debido a que los cerebros y otros tejidos blandos no se fosilizan tan fácilmente como los tejidos mineralizados, los científicos a menudo buscan otras estructuras como evidencia en el registro fósil para comprender la evolución del cerebro. Esto, sin embargo, conduce a un dilema, ya que la aparición de organismos con sistemas nerviosos más complejos con huesos protectores u otros tejidos protectores que pueden fosilizarse fácilmente ocurre en el registro fósil antes de que haya evidencia de señalización química y eléctrica. La evidencia de 2008 mostró que la capacidad de transmitir señales eléctricas y químicas existía incluso antes de que aparecieran formas de vida multicelulares más complejas.
Sin embargo, la fosilización del tejido cerebral, así como de otros tejidos blandos, es posible, y los científicos pueden inferir que la primera estructura cerebral apareció hace al menos 521 millones de años, con tejido cerebral fósil presente en sitios de conservación excepcional.
Otro enfoque para comprender la evolución del cerebro es observar los organismos actuales que no poseen sistemas nerviosos complejos y comparar las características anatómicas que permiten la transmisión de mensajes químicos o eléctricos. Por ejemplo, los Choanoflagellatea son organismos que poseen varios canales de membrana que son cruciales para la señalización eléctrica. Los canales de membrana de los coanoflagelados son homólogos a los que se encuentran en las células animales, y esto está respaldado por la conexión evolutiva entre los primeros coanoflagelados y los ancestros de los animales. Otro ejemplo de organismos existentes con capacidad de transmitir señales eléctricas es la esponja de vidrio, un organismo multicelular, capaz de propagar impulsos eléctricos sin la presencia de un sistema nervioso.
Antes del desarrollo evolutivo del cerebro, se desarrollaron las redes nerviosas, la forma más simple de un sistema nervioso. Estas redes nerviosas fueron una especie de precursoras de los cerebros evolutivamente más avanzados. Se observaron por primera vez en Cnidaria y consisten en un número de neuronas distribuidas que permiten al organismo responder al contacto físico. Son capaces de detectar rudimentariamente alimentos y otras sustancias químicas, pero estas redes nerviosas no les permiten detectar la fuente del estímulo.
Los Ctenophora también demuestran este precursor crudo de un cerebro o sistema nervioso centralizado, sin embargo, divergieron filogenéticamente antes del filo Porifera (las esponjas) y Cnidaria. Existen dos teorías actuales sobre el surgimiento de las redes nerviosas. Una es que las redes nerviosas pueden haberse desarrollado independientemente en los ctenóforos y los cnidarios. La otra afirma que un ancestro común puede haber desarrollado redes nerviosas, pero se perdieron en Porifera. Al comparar el tamaño promedio de las neuronas y la densidad de empaquetamiento, se muestra la diferencia entre los cerebros de los primates y los mamíferos.
Una tendencia en la evolución del cerebro según un estudio realizado con ratones, pollos, monos y simios concluyó que las especies más evolucionadas tienden a preservar las estructuras responsables de los comportamientos básicos. Un estudio humano a largo plazo que comparó el cerebro humano con el cerebro primitivo descubrió que el cerebro humano moderno contiene la región rombencéfalo primitiva, lo que la mayoría de los neurocientíficos llaman cerebro protoreptiliano. El propósito de esta parte del cerebro es mantener las funciones homeostáticas fundamentales, que son procesos de autorregulación que los organismos utilizan para ayudar a sus cuerpos a adaptarse. El puente troncoencefálico y el bulbo raquídeo son estructuras importantes que se encuentran allí. Una nueva región del cerebro se desarrolló en los mamíferos unos 250 millones de años después de la aparición del rombencéfalo. Esta región se conoce como el cerebro paleomamífero, cuyas partes principales son el hipocampo y la amígdala, a menudo denominados sistema límbico. El sistema límbico se ocupa de funciones más complejas, incluidas las conductas emocionales, sexuales y de lucha. Por supuesto, los animales que no son vertebrados también tienen cerebro, y sus cerebros han pasado por historias evolutivas separadas.
El tronco encefálico y el sistema límbico se basan en gran medida en núcleos, que son esencialmente grupos de neuronas muy compactas y las fibras axónicas que las conectan entre sí, así como con neuronas en otras ubicaciones. Las otras dos áreas principales del cerebro (el cerebro y el cerebelo) se basan en una arquitectura cortical. En la periferia exterior de la corteza, las neuronas están dispuestas en capas (cuyo número varía según la especie y la función) de unos pocos milímetros de espesor. Hay axones que transcurren entre las capas, pero la mayoría de la masa axonal está debajo de las propias neuronas. Dado que las neuronas corticales y la mayoría de sus tractos de fibras axónicas no tienen que competir por el espacio, las estructuras corticales pueden escalar más fácilmente que las nucleares. Una característica clave de la corteza es que, como se escala con el área de superficie, se puede colocar una mayor cantidad de ella dentro de un cráneo introduciendo circunvoluciones, de la misma manera que se puede meter una servilleta de comida en un vaso arrugándola. El grado de convolución es generalmente mayor en especies con comportamiento más complejo, que se benefician del aumento del área superficial.
El cerebelo, o "pequeño cerebro", está detrás del tronco encefálico y debajo del lóbulo occipital del cerebro en los humanos. Sus funciones incluyen la coordinación de tareas sensoriomotoras finas y puede estar involucrado en algunas funciones cognitivas, como el lenguaje y diferentes habilidades motoras que pueden involucrar manos y pies. El cerebelo ayuda a mantener el equilibrio. El daño al cerebelo provocaría que todas las funciones físicas de la vida se vieran afectadas. La corteza cerebelosa humana es finamente contorneada, mucho más que la corteza cerebral. Sus tractos de fibras axónicas interiores se denominan arbor vitae o árbol de la vida.
El área del cerebro con la mayor cantidad de cambios evolutivos recientes se denomina neocórtex. En los reptiles y los peces, esta zona se llama palio y es más pequeña y simple en relación con la masa corporal que la que se encuentra en los mamíferos. Según las investigaciones, el cerebro se desarrolló por primera vez hace unos 200 millones de años. Es responsable de funciones cognitivas superiores, por ejemplo, el lenguaje, el pensamiento y formas relacionadas de procesamiento de información. También es responsable del procesamiento de la información sensorial (junto con el tálamo, una parte del sistema límbico que actúa como enrutador de información). El tálamo recibe las diferentes sensaciones antes de que la información pase a la corteza cerebral. La mayor parte de su función es subconsciente, es decir, no está disponible para la inspección o intervención de la mente consciente. El neocórtex es una elaboración o crecimiento de estructuras del sistema límbico, con el que está estrechamente integrado, es la parte principal que controla muchas funciones cerebrales ya que cubre la mitad del volumen del cerebro. El desarrollo de estos recientes cambios evolutivos en el neocórtex probablemente ocurrió como resultado de nuevas formaciones de redes neuronales y selecciones positivas de ciertos componentes genéticos.

## Papel de la embriología
Además de estudiar el registro fósil, la historia evolutiva se puede investigar a través de la embriología. Un embrión es un animal no nacido/no eclosionado y su historia evolutiva se puede estudiar observando cómo se conservan (o no) los procesos del desarrollo embrionario entre especies. Las similitudes entre diferentes especies pueden indicar una conexión evolutiva. Una forma en que los antropólogos estudian la conexión evolutiva entre las especies es mediante la observación de ortólogos. Un ortólogo se define como dos o más genes homólogos entre especies que están relacionadas evolutivamente por descendencia lineal. Mediante el uso de la embriología se puede rastrear la evolución del cerebro entre varias especies.
La proteína morfogenética ósea (BMP), un factor de crecimiento que desempeña un papel importante en el desarrollo neuronal embrionario, está altamente conservada entre los vertebrados, al igual que Sonic hedgehog (SHH), un morfógeno que inhibe la BMP para permitir el desarrollo de la cresta neural. El seguimiento de estos factores de crecimiento con el uso de la embriología proporciona una comprensión más profunda de qué áreas del cerebro divergieron en su evolución. Los diferentes niveles de estos factores de crecimiento conducen a un desarrollo neuronal embrionario diferente, lo que a su vez afecta la complejidad de los sistemas neuronales futuros. Estudiar el desarrollo del cerebro en distintas etapas embrionarias en diferentes especies proporciona información adicional sobre qué cambios evolutivos pueden haber ocurrido históricamente. Esto permite entonces a los científicos analizar qué factores pueden haber causado dichos cambios, como los vínculos con la diversidad de redes neuronales, la producción de factores de crecimiento, las selecciones de codificación de proteínas y otros factores genéticos.

## Aleatorizar el acceso y aumentar el tamaño
Algunos filos animales han experimentado un importante agrandamiento del cerebro a través de la evolución (por ejemplo, los vertebrados y los cefalópodos contienen muchos linajes en los que los cerebros han crecido a través de la evolución), pero la mayoría de los grupos animales están compuestos solo por especies con cerebros extremadamente pequeños. Algunos científicos  sostienen que esta diferencia se debe a que las neuronas de los vertebrados y los cefalópodos han desarrollado formas de comunicación que superan el problema de escalabilidad de las redes neuronales, mientras que la mayoría de los grupos animales no lo han hecho. Argumentan que la razón por la cual las redes neuronales tradicionales no logran mejorar su función cuando se amplían es porque el filtrado basado en probabilidades previamente conocidas causa sesgos similares a profecías autocumplidas que crean evidencia estadística falsa que da una visión del mundo completamente falsa y que el acceso aleatorio puede superar este problema y permitir que los cerebros se amplíen a reflejos condicionados más discriminatorios en cerebros más grandes que conducen a nuevas habilidades de formación de visiones del mundo en ciertos umbrales. Esto significa que cuando las neuronas escalan de manera no aleatoria, su funcionalidad se vuelve más limitada debido a que sus redes neuronales son incapaces de procesar sistemas más complejos sin la exposición a nuevas formaciones. Esto se explica por la aleatorización que permite que todo el cerebro finalmente obtenga acceso a toda la información a lo largo de muchos turnos, aun cuando el acceso privilegiado instantáneo es físicamente imposible. Citan que las neuronas de los vertebrados transmiten cápsulas similares a virus que contienen ARN que a veces se leen en la neurona a la que se transmiten y a veces se pasan más allá sin leerse, lo que crea un acceso aleatorio, y que las neuronas de los cefalópodos producen proteínas diferentes a partir del mismo gen, lo que sugiere otro mecanismo de aleatorización de la información concentrada en las neuronas, ambos hacen que valga la pena evolutivamente ampliar los cerebros.

## Reorganización cerebral
Con el uso de imágenes por resonancia magnética (IRM) in vivo y muestreo de tejido, se analizaron diferentes muestras corticales de miembros de cada especie de hominoideo. En cada especie, áreas específicas estaban relativamente ampliadas o reducidas, lo que puede detallar las organizaciones neuronales. Diferentes tamaños en las áreas corticales pueden mostrar adaptaciones específicas, especializaciones funcionales y eventos evolutivos que fueron cambios en cómo está organizado el cerebro hominoide. En las primeras predicciones se pensó que el lóbulo frontal, una gran parte del cerebro que generalmente se dedica al comportamiento y la interacción social, predecía las diferencias de comportamiento entre homínidos y humanos. Lo que desacredita esta teoría es la evidencia que apoya que el daño al lóbulo frontal tanto en humanos como en hominoides muestra un comportamiento social y emocional atípico; por lo tanto, esta similitud significa que no era muy probable que el lóbulo frontal fuera seleccionado para la reorganización. En cambio, ahora se cree que la evolución se produjo en otras partes del cerebro que están estrictamente asociadas con ciertos comportamientos. Se cree que la reorganización que tuvo lugar fue más organizativa que volumétrica; mientras que los volúmenes cerebrales eran relativamente los mismos, pero la posición específica de las características anatómicas de la superficie, por ejemplo, el surco semilunar, sugiere que los cerebros habían pasado por una reorganización neurológica. También hay evidencia de que el linaje de los primeros homínidos también atravesó un período de inactividad, o un período de latencia, lo que apoya la idea de la reorganización neuronal.
Los registros fósiles dentales de los primeros humanos y homínidos muestran que los homínidos inmaduros, incluidos los australopithecus y los miembros del Homo, tienen un período de inactividad (Bown et al. 1987). Un período de inactividad es un período en el que no hay erupciones de dientes adultos; en este momento el niño se acostumbra más a la estructura social y al desarrollo de la cultura. Durante este tiempo, el niño obtiene una ventaja adicional sobre otros homínidos, ya que dedica varios años a desarrollar el habla y a aprender a cooperar dentro de una comunidad. Este período también se discute en relación con la encefalización. Se descubrió que los chimpancés no tienen este período dental neutral, lo que sugiere que hubo un período de inactividad en la evolución muy temprana de los homínidos. Utilizando los modelos de reorganización neurológica se puede sugerir que la causa de este período, llamado niñez media, es muy probablemente la mejora en la capacidad de búsqueda de alimento en entornos estacionales variables.

## Factores genéticos en la evolución reciente
Los genes implicados en el neurodesarrollo y en la fisiología neuronal están extremadamente conservados entre especies de mamíferos (94% de genes expresados en común entre humanos y chimpancés, 75% entre humanos y ratones), en comparación con otros órganos. Por lo tanto, pocos genes explican las diferencias entre especies en el desarrollo y funcionamiento del cerebro humano.

### Desarrollo de la corteza cerebral humana
Las principales diferencias dependen de la evolución de regiones genómicas no codificantes, implicadas en la regulación de la expresión genética. Esto conduce a una expresión diferencial de genes durante el desarrollo del cerebro humano en comparación con otras especies, incluidos los chimpancés. Algunas de estas regiones evolucionaron rápidamente en el genoma humano (regiones humanas aceleradas). Los nuevos genes expresados durante la neurogénesis humana están notablemente asociados con las ruta de señalización NOTCH, WNT y mTOR, pero también están involucrados ZEB2, PDGFD y su receptor PDGFRβ. La corteza cerebral humana también se caracteriza por un mayor gradiente de ácido retinoico en la corteza prefrontal, lo que conduce a un mayor volumen de la misma. Toda esta expresión genética diferencial conduce a una mayor proliferación de los progenitores neuronales, lo que genera más neuronas en la corteza cerebral humana. Algunos genes pierden su expresión durante el desarrollo de la corteza cerebral humana, como GADD45G y FLRT2 / FLRT3.
Otra fuente de novedad molecular depende de nuevos genes en los genomas humanos u homínidos a través de la duplicación segmentaria. Alrededor de 30 genes nuevos en los genomas de los homínidos se expresan dinámicamente durante la corticogénesis humana. Algunos se relacionaron con una mayor proliferación de progenitores neuronales: ARHGAP11B, CROCCP2, TBC1D3, TMEM14B. Los pacientes con deleciones de los genes NOTCH2NL presentan microcefalia, lo que demuestra la necesidad de dichos genes duplicados, adquiridos en los genomas humanos, en la adecuada corticogénesis.

#### MCPH1 y ASPM
Bruce Lahn, autor del Centro Médico Howard Hughes de la Universidad de Chicago y sus colegas han sugerido que hay genes específicos que controlan el tamaño del cerebro humano. Estos genes continúan desempeñando un papel en la evolución del cerebro, lo que implica que este continúe evolucionando. El estudio comenzó con los investigadores evaluando 214 genes que están involucrados en el desarrollo del cerebro. Estos genes se obtuvieron de humanos, macacos, ratas y ratones. Lahn y otros investigadores observaron puntos en las secuencias de ADN que causaban alteraciones de las proteínas. Estos cambios de ADN se escalaron luego al tiempo evolutivo que tomó para que ocurrieran esos cambios. Los datos mostraron que los genes del cerebro humano evolucionaron mucho más rápido que los de otras especies. Una vez adquirida esta evidencia genómica, Lahn y su equipo decidieron encontrar el gen o genes específicos que permitieron o incluso controlaron esta rápida evolución. Se descubrieron dos genes que controlan el tamaño del cerebro humano a medida que se desarrolla. Estos genes son la microcefalina (MCPH1) y la microcefalina fusiforme anormal (ASPM). Los investigadores  pudieron determinar que, bajo la presión de la selección, ambos genes mostraron cambios significativos en la secuencia de ADN. Los estudios anteriores de Lahn demostraron que la microcefalina experimentó una rápida evolución a lo largo del linaje de los primates que finalmente condujo al surgimiento del Homo sapiens. Después de la aparición de los humanos, la microcefalia parece haber mostrado un ritmo de evolución más lento. Por el contrario, el ASPM mostró su evolución más rápida en los últimos años de la evolución humana, una vez que la divergencia entre chimpancés y humanos ya había ocurrido.
Cada una de las secuencias genéticas pasó por cambios específicos que llevaron a la evolución de los humanos a partir de parientes ancestrales. Para determinar estas alteraciones, Lahn y sus colegas utilizaron secuencias de ADN de múltiples primates y luego compararon y contrastaron las secuencias con las de los humanos. Tras este paso, los investigadores analizaron estadísticamente las diferencias claves entre el ADN de los primates y el humano para llegar a la conclusión de que las diferencias se debían a la selección natural. Los cambios en las secuencias de ADN de estos genes se acumularon para generar una ventaja competitiva y una mayor aptitud que los humanos poseen en relación con otros primates. Esta ventaja comparativa está asociada a un mayor tamaño del cerebro, lo que en última instancia permite que la mente humana tenga una mayor conciencia cognitiva.

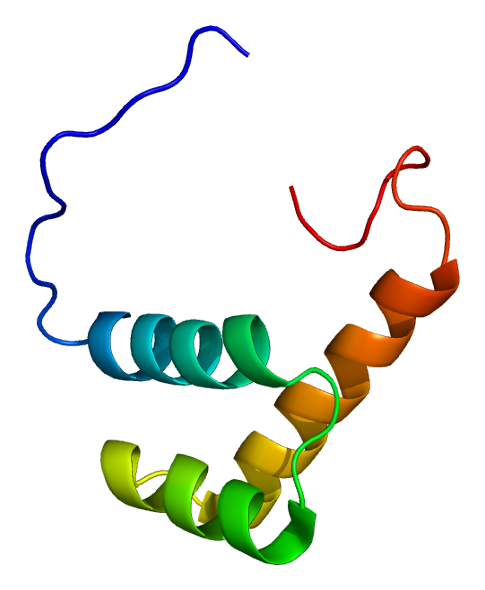
Proteína ZEB2

#### ZEB2
ZEB2 es un gen codificador de proteínas en la especie Homo sapiens. Un estudio de 2021 descubrió que un cambio retardado en la forma de las células cerebrales tempranas provoca que el prosencéfalo humano sea claramente grande en comparación con otros simios e identifica a ZEB2 como un regulador genético del mismo, cuya manipulación condujo a la adquisición de la arquitectura cortical de los simios no humanos en los organoides cerebrales.

#### NOVA1
En 2021, los investigadores informaron que los organoides cerebrales creados con células madre en las que reintrodujeron la variante genética arcaica NOVA1 presente en neandertales y denisovanos a través de CRISPR-Cas9 muestran que tiene un impacto importante en el neurodesarrollo y que tales mutaciones genéticas durante la evolución del cerebro humano subyacen a los rasgos que separan a los humanos modernos de las especies Homo extintas. Descubrieron que la expresión del arcaico NOVA1 en organoides corticales conduce a "interacciones proteicas sinápticas modificadas, afecta la señalización glutamatérgica, subyace a las diferencias en la conectividad neuronal y promueve una mayor heterogeneidad de las neuronas con respecto a sus perfiles electrofisiológicos ". Esta investigación sugiere una selección positiva del gen moderno NOVA1, que puede haber promovido la aleatorización del escalamiento neuronal. Un estudio posterior no logró replicar las diferencias en la morfología de los organoides entre el humano moderno y la variante arcaica NOVA1, en consonancia con los efectos secundarios no deseados sospechados de la edición CRISPR en el estudio original.

### SRGAP2C y maduración neuronal
Se sabe menos sobre el desarrollo neural. La expresión de genes y proteínas sinápticas se prolonga, en consonancia con la prolongada maduración sináptica de las neuronas corticales humanas, denominada neotenia. Probablemente esto dependa de la evolución de regiones genómicas no codificantes. La consecuencia de la neotenia podría ser una prolongación del periodo de plasticidad sináptica y por tanto del aprendizaje. Un gen duplicado específico de los humanos, SRGAP2C, es responsable de esta neotenia sináptica y actúa regulando las vías moleculares vinculadas a los trastornos del desarrollo neurológico. Otros genes se expresan de forma diferencial en las neuronas humanas durante su desarrollo, como la osteocrina o la cerebelina-2.

### LRRC37B y propiedades eléctricas neuronales
Se sabe aun menos sobre las especificidades moleculares vinculadas a la fisiología de las neuronas humanas. Las neuronas humanas son más divergentes en los genes que expresan en comparación con los chimpancés que entre chimpancés y gorilas, lo que sugiere una aceleración de las regiones genómicas no codificantes asociadas a genes implicados en la fisiología neuronal, en particular vinculados a las sinapsis. Un gen duplicado específico de los homínidos, LRRC37B, codifica un receptor transmembrana que se localiza selectivamente en el segmento inicial del axón de las neuronas piramidales corticales humanas. Inhibe los canales de sodio dependientes de voltaje que generan los potenciales de acción que conducen a una menor excitabilidad neuronal. Las neuronas piramidales corticales humanas muestran una excitabilidad menor en comparación con otras especies de mamíferos (incluidos macacos y titíes), lo que podría conducir a diferentes funciones del circuito en la especie humana. Por tanto, LRRC37B cuya expresión se ha adquirido en el linaje humano tras la separación de los chimpancés podría ser un gen clave en la función de la corteza cerebral humana. LRRC37B se une a FGF13A y SCN1B secretados y modula indirectamente la actividad de SCN8A, todos involucrados en trastornos neuronales como la epilepsia y el autismo. Por lo tanto, LRRC37B puede contribuir a las sensibilidades específicas humanas a dichos trastornos, ambos implicados en defectos en la excitabilidad neuronal.

### Reparación del genoma
El ADN genómico de las neuronas postmitóticas normalmente no se replica. Las estrategias de protección han evolucionado para garantizar la longevidad distintiva del genoma neuronal. Las neuronas humanas dependen de procesos de reparación del ADN para mantener su función durante la vida de un individuo. La reparación del ADN tiende a ocurrir preferentemente en sitios conservados evolutivamente que están específicamente involucrados en la regulación de la expresión génica esenciales para la identidad y función neuronal.

### Otros factores
Muchos otros factores genéticos también podrían estar involucrados en la evolución reciente del cerebro.a  
- Por ejemplo, los científicos demostraron experimentalmente, con organoides cerebrales cultivados a partir de células madre, cómo las diferencias entre humanos y chimpancés también son causadas sustancialmente por ADN no codificante (a menudo descartado como "ADN basura" relativamente sin sentido) – en particular a través de la expresión génica regulada por CRE del gen ZNF558 para un factor de transcripción que regula el gen SPATA18.[32][33] El gen SPATA18 codifica una proteína y puede influir en los orgánulos similares a los lisosomas que se encuentran dentro de las mitocondrias que erradican las proteínas mitocondriales oxidadas. Esto ayuda a monitorear la calidad de las mitocondrias, ya que la desregulación de su control de calidad se ha relacionado con el cáncer y las enfermedades degenerativas.[34] Este ejemplo puede contribuir a ilustrar la complejidad y el alcance de la evolución relativamente reciente hasta el Homo sapiens.[35]
- Un cambio en el gen Transketolase-like-1 ((TKTL1)) podría ser un factor clave en la evolución reciente del cerebro y en la diferencia entre los humanos modernos y (otros) simios y neandertales, relacionado con la neurogénesis del neocórtex.[36][37] Sin embargo, el alelo "arcaico" atribuido a los neandertales está presente en el 0,03% del Homo sapiens, pero no se han descrito diferencias fenotípicas resultantes en estas personas.[38] Además, como sostienen Herai et al., más no siempre es mejor. De hecho, una mayor producción de neuronas “puede conducir a una corteza anormalmente agrandada y desequilibrios específicos de capas en las proporciones glía /neurona y en las subpoblaciones neuronales durante el desarrollo neurológico”.[38][39][40] Incluso los autores del estudio original coinciden en que “cualquier intento de discutir la corteza prefrontal y la ventaja cognitiva de los humanos modernos sobre los neandertales basándose únicamente en TKTL1 es problemático”.[41]
- Algunos de los autores del estudio anterior informaron una mutación ARHGAP11B similar en 2016.[42][43]
- La epigenética también juega un papel importante en la evolución del cerebro en y para los humanos.[44]

### Rasgos evolucionados recientemente
Idioma
Un metaanálisis de un estudio de asociación de todo el genoma informó factores genéticos de las capacidades relacionadas con el lenguaje, hasta ahora exclusivamente humanas, en particular factores de diferencias en los niveles de habilidad de cinco rasgos evaluados. Por ejemplo, se identificó la asociación con la neuroanatomía de un área cerebral relacionada con el lenguaje a través de correlación de neuroimágenes. Los datos contribuyen a identificar o comprender la base biológica de esta capacidad característica recientemente desarrollada.

## Evolución del cerebro humano
Una de las formas más importantes de rastrear la evolución del cerebro humano es a través de evidencia directa en forma de fósiles. La historia evolutiva del cerebro humano muestra principalmente un cerebro gradualmente más grande en relación con el tamaño del cuerpo durante el camino evolutivo desde los primeros primates hasta los homínidos y finalmente hasta el Homo sapiens. Dado que el tejido cerebral fosilizado es raro, un enfoque más confiable es observar las características anatómicas del cráneo que ofrecen información sobre las características del cerebro. Uno de estos métodos es observar el molde endocraneal (también denominado endocasts). Los endomoldes se producen cuando, durante el proceso de fosilización, el cerebro se deteriora y deja un espacio que con el tiempo se llena con material sedimentario circundante. Estos moldes dan una impresión del revestimiento de la cavidad cerebral, lo que permite visualizar lo que había allí. Sin embargo, este enfoque es limitado en cuanto a la información que se puede recopilar. La información obtenida de los endocasts se limita principalmente al tamaño del cerebro (capacidad craneal o volumen endocraneal), surcos y circunvoluciones prominentes y tamaño de los lóbulos o regiones dominantes del cerebro. Si bien los endocasts son extremadamente útiles para revelar la anatomía superficial del cerebro, no pueden revelar la estructura del cerebro, en particular de las áreas más profundas. Al determinar métricas de escala de la capacidad craneal en relación con el número total de neuronas presentes en los primates, también es posible estimar el número de neuronas a través de evidencia fósil.

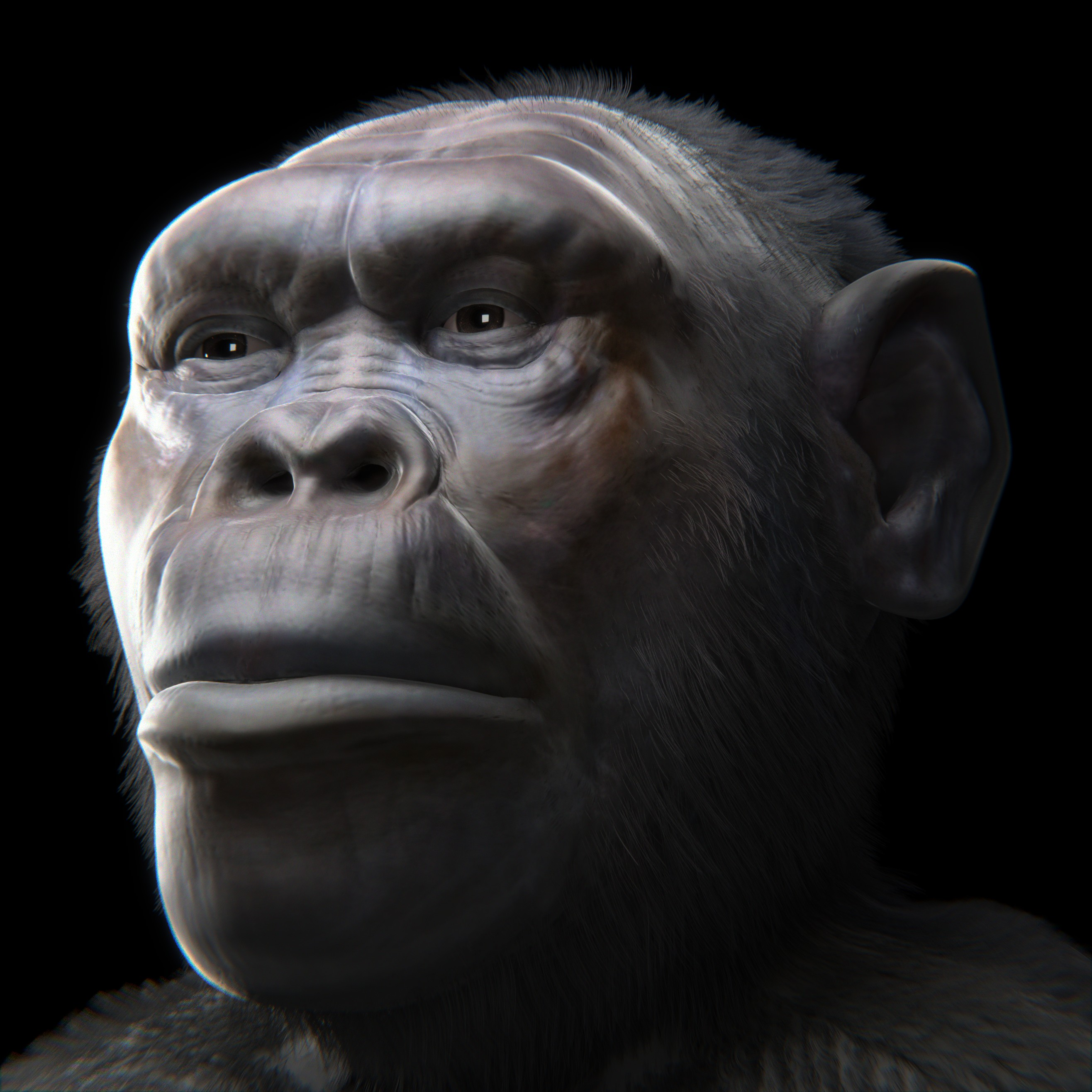
Reconstrucción facial de un Homo georgicus de hace más de 1,5 millones de años

A pesar de las limitaciones de los endocasts, pueden proporcionar, y de hecho proporcionan, una base para comprender la evolución del cerebro humano, que muestra principalmente un cerebro gradualmente más grande. La historia evolutiva del cerebro humano muestra principalmente un cerebro gradualmente más grande en relación con el tamaño del cuerpo durante el camino evolutivo desde los primeros primates hasta los homínidos y finalmente hasta el Homo sapiens. Esta tendencia que ha conducido al tamaño actual del cerebro humano indica que ha habido un aumento de 2 a 3 factores en el tamaño durante los últimos 3 millones de años. Esto se puede visualizar con los datos actuales sobre la evolución de los homínidos, empezando por el Australopithecus, un grupo de homínidos del que probablemente descendemos los humanos. Después de todos los datos, todas las observaciones concluyeron que el principal desarrollo que ocurrió durante la evolución fue el aumento del tamaño del cerebro.
Sin embargo, investigaciones recientes han puesto en duda la hipótesis de un aumento triple del tamaño del cerebro al comparar al Homo sapiens con el Australopithecus y los chimpancés. Por ejemplo, en un artículo publicado en 2022 se recopiló un gran conjunto de datos de humanos contemporáneos y se descubrió que los cerebros humanos más pequeños son menos del doble que los de los chimpancés con cerebros grandes. Como escriben los autores, "... el límite superior del tamaño del cerebro de los chimpancés es de 500 g/ml, pero numerosos humanos modernos tienen un tamaño cerebral inferior a 900 g/ml". (Nótese que en esta cita, la unidad g/ml no debe entenderse de la manera habitual como gramo por mililitro, sino como gramo o mililitro. Esto es coherente porque la densidad cerebral es cercana a 1 g/ml). En consecuencia, los autores argumentan que la noción de un aumento en el tamaño del cerebro relacionado con los avances en la cognición necesita ser repensada a la luz de la variación global en el tamaño del cerebro, ya que los cerebros de muchos humanos modernos con capacidades cognitivas normales son solo 400 g/ml más grandes que los de los chimpancés. Además, gran parte del aumento del tamaño del cerebro (que ocurre en un grado mucho mayor en poblaciones modernas específicas) puede explicarse por aumentos en el tamaño corporal correlacionados con la dieta y factores climáticos.
Los australopitecos vivieron hace entre 3,85 y 2,95 millones de años, con una capacidad craneal general cercana a la del chimpancé actual (alrededor de 300 a 500 años)  cm³. Teniendo en cuenta que el volumen del cerebro humano moderno es de alrededor de 1.352 cm³ en promedio esto representa una cantidad sustancial de masa cerebral evolucionada. Se estima que los australopitecos tienen un recuento total de neuronas de entre 30 y 35 mil millones.
Avanzando a lo largo de la línea de tiempo ancestral humana, el tamaño del cerebro continúa aumentando de manera constante (ver Homininae) a medida que avanzamos hacia la era del Homo. Por ejemplo, el Homo habilis, que vivió hace entre 2,4 y 1,4 millones de años y que se considera la primera especie de Homo basándose en una serie de características, tenía una capacidad craneal de alrededor de 600 cm³. Se estima que el Homo habilis tenía unos 40 mil millones de neuronas.
Un poco más cerca de la actualidad, el Homo heidelbergensis vivió entre hace unos 700.000 y 200.000 años y tenía una capacidad craneal de alrededor de 1290 cm 3 y que tiene alrededor de 76 mil millones de neuronas.
El Homo neaderthalensis, que vivió hace entre 400.000 y 40.000 años, tenía una capacidad craneal comparable a la de los humanos modernos alrededor de 1500-1600 cm³ en promedio, con algunos ejemplares de Neandertal con una capacidad craneal aún mayor. Se estima que los neandertales tenían alrededor de 85 mil millones de neuronas. El aumento del tamaño del cerebro alcanzó su punto máximo en los neandertales, posiblemente debido a sus sistemas visuales más grandes.
También es importante señalar que la medida de la masa o volumen cerebral, vista como capacidad craneal, o incluso el tamaño relativo del cerebro, que es la masa cerebral expresada como un porcentaje de la masa corporal, no son una medida de la inteligencia, el uso o la función de las regiones del cerebro. Sin embargo, el número total de neuronas tampoco indica una clasificación más alta en capacidades cognitivas. Los elefantes tienen un mayor número de neuronas totales (257 mil millones) en comparación con los humanos (100 mil millones). El tamaño relativo del cerebro, la masa general y el número total de neuronas son solo algunas métricas que ayudan a los científicos a seguir la tendencia evolutiva del aumento de la proporción cerebro-cuerpo a través de la filogenia de los homínidos.
En 2021, los científicos sugirieron que los cerebros de los primeros Homo de África y Dmanisi, Georgia, Asia occidental, "conservaron una estructura del lóbulo frontal similar a lade los grandes simios" durante mucho más tiempo de lo que se pensaba anteriormente, hasta hace aproximadamente 1,5 millones de años. Sus hallazgos implican que el Homo se  expandió por primera vez fuera de África antes de que los cerebros humanos evolucionaran hasta alcanzar aproximadamente su estructura anatómica moderna en términos de la ubicación y organización de las regiones cerebrales individuales. También sugiere que esta evolución ocurrió, no durante, sino mucho después de que el linaje Homo evolucionara hace unos 2,5 millones de años y después de que ellos, en particular el Homo erectus, evolucionaran para caminar erguidos. Lo menos controvertido es que la expansión del cerebro comenzó hace unos 2,6 Ma (aproximadamente lo mismo que el inicio del Pleistoceno) y terminó hace unos 0,2 Ma.

### Evolución del neocórtex
Además del tamaño, los científicos han observado también cambios en el plegamiento del cerebro, así como en el grosor de la corteza. Cuanto más compleja sea la superficie del cerebro, mayor será la superficie de la corteza, lo que permite una expansión de la corteza. Es la parte evolutivamente más avanzada del cerebro. Una mayor superficie cerebral está relacionada con una mayor inteligencia, al igual que una corteza más gruesa, pero existe una relación inversa: cuanto más gruesa es la corteza, más difícil es que se pliegue. En los humanos adultos, una corteza cerebral más gruesa se ha asociado con una mayor inteligencia.
El neocórtex es la parte más avanzada y evolutivamente más joven del cerebro humano. Tiene seis capas de espesor y sólo está presente en los mamíferos. Es especialmente prominente en los humanos y es la ubicación de la mayor parte del funcionamiento de nivel superior y la capacidad cognitiva. El neocórtex de seis capas que se encuentra en los mamíferos se deriva evolutivamente de un córtex de tres capas presente en todos los reptiles modernos. Esta corteza de tres capas todavía se conserva en algunas partes del cerebro humano, como el hipocampo, y se cree que evolucionó en los mamíferos hasta el neocórtex durante la transición entre los períodos Triásico y Jurásico. Después de mirar la historia, los mamíferos tenían poco neocórtex en comparación con los primates, ya que tenían más corteza. Las tres capas de esta corteza reptil se correlacionan fuertemente con las capas primera, quinta y sexta del neocórtex de los mamíferos. Entre las especies de mamíferos, los primates tienen una mayor densidad neuronal en comparación con los roedores de masa cerebral similar y esto puede explicar su mayor inteligencia.

### Teorías sobre la evolución del cerebro humano
Las explicaciones de la rápida evolución y el tamaño excepcional del cerebro humano se pueden clasificar en cinco grupos: instrumentales, sociales, ambientales, dietéticas y anatomofisiológicas. Las hipótesis instrumentales se basan en la lógica de que la selección evolutiva de cerebros más grandes es beneficiosa para la supervivencia, el dominio y la propagación de las especies, porque los cerebros más grandes facilitan la búsqueda de alimento y el éxito del apareamiento. Las hipótesis sociales sugieren que el comportamiento social estimula la expansión evolutiva del tamaño del cerebro. De manera similar, las hipótesis ambientales suponen que la encefalización es promovida por factores ambientales como el estrés, la variabilidad y la consistencia. Las teorías dietéticas sostienen que la calidad de los alimentos y ciertos componentes nutricionales contribuyeron directamente al crecimiento del cerebro en el género Homo. Los conceptos anatomofisiológicos, como la hipertensión vascular cráneo-cerebral debida a la postura cabeza abajo del feto antropoide durante el embarazo, se centran principalmente en los cambios anatómico-funcionales que predisponen al agrandamiento del cerebro.
Ninguna teoría puede explicar por sí sola completamente la evolución del cerebro humano. Parece que se han combinado múltiples presiones selectivas. Se han propuesto teorías sintéticas, pero no han explicado claramente las razones de la singularidad del cerebro humano. Curiosamente, se ha descubierto que el agrandamiento del cerebro ocurrió de forma independiente en diferentes linajes de primates, pero solo el linaje humano terminó con una capacidad cerebral excepcional. La postura fetal con la cabeza hacia abajo puede ser una explicación de este enigma  porque el Homo sapiens es el único primate bípedo obligatorio con postura erguida.